# Boris Richter
Boris Stiefanowicz Richter, ros. Борис Стефанович Рихтер (ur. 11 stycznia 1898 r. w Żmerynce w Rosji, zm. w sierpniu 1945 r. w ZSRR) – generał major Armii Czerwonej, współpracownik Abwehry podczas II wojny światowej.
W 1916 ukończył aleksandrowską szkołę wojskową w Moskwie. Brał udział w I wojnie światowej jako dowódca kompanii karabinów maszynowych. W czerwcu 1918 wstąpił do Armii Czerwonej. Do 1921 walczył z białymi na różnych frontach. Został odznaczony Orderem Czerwonej Gwiazdy. W 1929 r. ukończył studia w Akademii Wojskowej im. M. Frunzego. Następnie był zastępcą szefa i szefem wydziału operacyjnego sztabu, a potem szefem sztabu dywizji strzelców w Ukraińskim Okręgu Wojskowym. W latach 1935–1936 dowodził pułkiem strzelców. W 1938 ukończył Akademię Sztabu Generalnego, po czym objął funkcję wykładowcy w Wojskowej Akademii Chemicznej. 4 czerwca 1940 awansował do stopnia generała majora. 15 lipca tego roku został szefem sztabu 6 Korpusu Strzelców. 28 czerwca 1941 dostał się do niewoli niemieckiej i został osadzony w obozie jenieckim w Jarosławiu. Podjął kolaborację z Niemcami. Służył w Abwehrze. Od 1942 r. pod fałszywym nazwiskiem Rudajew współtworzył w okupowanej Warszawie wywiadowczo-dywersyjną szkołę Abwehry. W ZSRR zaocznie skazano go 21 czerwca 1943 na karę śmierci przez rozstrzelanie. Po zakończeniu wojny został schwytany przez sowietów i w sierpniu 1945 rozstrzelany.